# Comuna Dragoman, Sofia
Obștina Dragoman (comuna Dragoman) este o unitate administrativă în regiunea Sofia din Bulgaria. Cuprinde un număr de 34 localități.  Reședința sa este orașul Dragoman. Localități componente:

## Demografie
Componența etnică a comunei Dragoman
     Bulgari (83,84%)
     Nicio identificare (15,98%)
     Altele (0,16%)
La recensământul din 2011, populația comunei Dragoman era de 5.362 locuitori. Din punct de vedere etnic, majoritatea locuitorilor (83,84%) erau bulgari. Pentru 15,98% din locuitori nu este cunoscută apartenența etnică.